# Éjina
Éjina (görögül Αίγινα, ógörög ejtéssel Aigina, latinul Aegina) a Szaróni-szigetek egyike Görögországban. Athéntól 51 km-re délre fekszik, a Szaróni-öbölben. Népessége 1991-ben 11 639 fő volt.

## Földrajz
Éjina háromszög alakú, körülbelül 106 km² területű. Kétharmadán egy már nem működő vulkán fekszik, a sziget maga is vulkanikus eredetű. A legmagasabb pontja az Illés-hegy. Az északi és nyugati oldalon földművelés folyik, a sziget legjellegzetesebb terménye a pisztácia, mandula és füge. A gyorshajó 20 perc, a komp egy óra alatt éri el Éjinát Pireuszból. A sziget fővárosa Éjina kikötője, a nyugati oldalon található. A strandok a sziget túlsó végén találhatók és tömegközlekedéssel elérhetők.

## Történelem
A sziget nevét valószínűleg Aigináról, Aiakosz anyjáról kapta. Aigina Aszóposz folyamisten és Metopé nimfa gyermeke volt a görög mitológiában. Fia, Aiakosz Zeusztól származik. Ő volt a trójai hős, Akhilleusz nagyapja.
Az első történelmi nyomok a minószi és a mükénéi kultúrához kötik a szigetet. A szigetre később dórok vándoroltak be, az i. e. 6. században érte el virágzásának tetőpontját. Lakói hajózással és kereskedelemmel foglalkoztak, kiváló minőségű agyag- és cserépáru ipar jött létre, a kenőcs és más fényűzési cikkek gyártásában is élen járt. Állítólag Aiginában verték az első görög ércpénzt. 
i. e. 492/491-ben Aigina behódolt Dareiosznak, a perzsa követeknek ennek jegyében földet és vizet nyújtottak át. Athén emiatt bevádolta Aiginát Spártánál, mint a Peloponnészoszi Szövetség vezetőjénél. Az Agiada családból származó spártai király, Kleomenész Aiginába ment, hogy megbüntesse őket, de a város nem adta ki neki a felelősöket, a város vezető polgárait. Erre a másik spártai király, az Eurüpóntida dinasztiabeli Démaratosz biztatta Aiginát.
Az i. e. 5. században a hanyatlás évei következtek, a kialakult kereskedelmi és tengeri hatalmát az athéniak nem nézték jó szemmel, és i. e. 459-ben elfoglalták a területet. I. e. 431-ben az aiginai lakosságot elűzték és a szigetet athéni gyarmatosokkal népesítették be. A peloponnészoszi háború után a régi lakosok egy része visszakerült ugyan ősi hazájába, a sziget újból független görög állammá vált, ám hajdani erejét és jólétét nem tudta visszanyerni. 
A makedón uralom után római kézre került, majd a bizánci uralom alatt hírhedt tengeri rablók bázisa lett. A bizánci periódus után a velenceiekhez tartozott. 1537-ben leigázta a híres kalóz, Barbarossa. 1738-ban, az utolsó velencei birtokok között került a törökök kezére. 1826 és 1828 között két évig a megalakulóban lévő Görögország fővárosa volt.

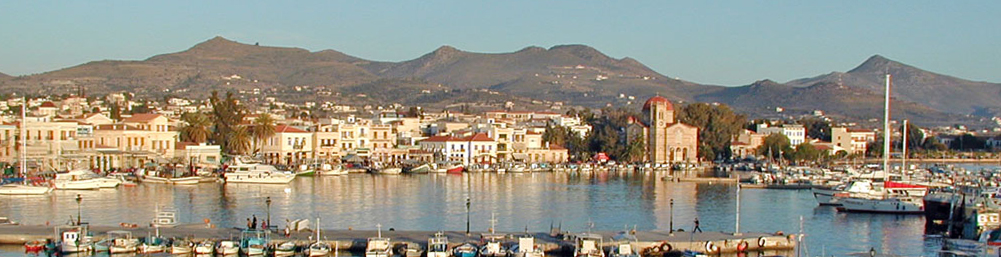
Éjina kikötője

## Látnivalók
- Aphaia temploma
- Szent Nektáriosz monostora